# A.D.I.D.A.S. (All Day I Dream About Spittin)
Albums par Ras Kass
Institutionalized Volume 2
(2008) Barmageddon
(2013)
A.D.I.D.A.S. (All Day I Dream About Spittin) est un album collaboratif de Ras Kass et DJ Rhettmatic, sorti le 20 juillet 2010.

## Liste des titres
| 1.  | I Am Legend |                                                       | 3:08 |
| 2.  | Golden Chyld 2 (Produit par Leaf)                                                                                               |                                                       | 3:29 |
| 3.  | This Shit Right Here (featuring HRSMN – Produit par The Architect)                                                              |                                                       | 5:11 |
| 4.  | Where Did She Go (Produit par Babu)                                                                                             |                                                       | 3:02 |
| 5.  | Linguistics (featuring Skillz et RZA – Produit par The Alchemist)                                                               | Didn't I Fool You de Ruby Andrews                     | 4:00 |
| 6.  | A.D.I.D.A.S. (featuring Frankie Finch – Produit par Gilde)                                                                      | My Adidas de Run–D.M.C. Juicy de The Notorious B.I.G. | 2:38 |
| 7.  | Scenario 2012 (featuring Chino XL, Krondon, Mistah F.A.B., Montage One, Phil the Agony et Planet Asia – Produit par J. Bizness) |                                                       | 7:09 |
| 8.  | Mr Right Now (featuring Kree – Produit par The Hottheadz)                                                                       |                                                       | 3:58 |
| 9.  | In My Lane (featuring Tri State – Produit par Hazardis Soundz)                                                                  |                                                       | 3:44 |
| 10. | Me & My Twins '05 (Produit par Da Riffs)                                                                                        |                                                       | 4:22 |
| 11. | Lifes a Bitch (featuring 40 Glocc et Xzibit – Produit par The Futuristiks)                                                      |                                                       | 3:30 |
| 12. | Release Yaself (Produit par Rhettmatic)                                                                                         |                                                       | 3:24 |

| 1.  | Heatwave (Produit par G Rocka)                                                 | Heat Wave de Martha and the Vandellas | 4:45 |
| 2.  | 3008 (Produit par The Futuristiks)                                             |                                       | 3:31 |
| 3.  | Muse-Sick (featuring Jahaira – Produit par DJ Noriega)                         |                                       | 4:05 |
| 4.  | Attitudes 2012 (featuring Royce da 5'9" et Greg Nice – Produit par Mr. Porter) |                                       | 3:40 |
| 5.  | Beautiful Grind (featuring Evidence – Produit par Timeless)                    |                                       | 4:35 |
| 6.  | State of the Union (featuring Jean Grae et Nino Bless – Produit par Leaf)      |                                       | 4:50 |
| 7.  | Radio (featuring Mr. Porter et Chuck D – Produit par Mr. Porter)               |                                       | 5:57 |
| 8.  | Hip Hop Now (featuring Pawz One et Roscoe Umali – Produit par Rhettmatic)      |                                       | 3:42 |
| 9.  | Dexter (featuring Wrekonize – Produit par Veterano)                            |                                       | 3:36 |
| 10. | On Top (featuring David Banner et Ginare Womack – Produit par The Hottheadz)   |                                       | 3:21 |

| 1. | He Say, She Say                                                                      | Say Say Say de Paul McCartney et Michael Jackson 99 Problems d'Ice-T featuring Brother Marquis | 2:44 |
| 2. | Visine                                                                               |                                                                                                | 3:58 |
| 3. | Mind Control (featuring Ice T et Wais P)                                             |                                                                                                | 3:51 |
| 4. | Life/Time (Dead Doves) (featuring Roscoe DPG, Jay Rock, BLKdiamond, Lil Boo et Taje) |                                                                                                | 4:58 |